# فردیناند داویت
فردیناند داویت (آلمانی: Ferdinand David; آلمانی: [ˈda:vɪt]؛ ۱۹ ژوئن ۱۸۱۰ – ۱۸ ژوئیه ۱۸۷۳) کنسرت‌مایستر، رهبر ارکستر، مدرس موسیقی، نوازندهٔ ویولن و آهنگساز اهل آلمان بود.
او از شاگردانِ لویی اشپور و موریتس هاوپتمان و بعدها خودش شاگردان بزرگی را تربیت کرد که از آن میان، می‌توان به آوگوست ویلهلمی اشاره کرد.